# L'Acclameur
L'Acclameur est un magazine trimestriel français sur la culture sourde.

## Ligne éditoriale
L'Acclameur est un magazine d'information générale sur la société, la politique, la culture et les actualités de la communauté sourde avec des interviews de personnes sourdes.